# Charles Bickford
Charles Bickford (Cambridge, 1 januari 1891- Los Angeles, 9 november 1967) was een Amerikaans acteur die vooral actief was in de jaren dertig, veertig en vijftig.

## Leven en werk

### Eerste stappen
Omstreeks 1911-1912 deed Bickford zijn eerste ervaringen op in de wereld van de burleske en het variété. Vervolgens trok hij met een rondreizend gezelschap tien jaar lang rond in de Verenigde Staten. In 1925 was hij werkzaam in Broadway en kreeg enthousiaste kritieken, samen met medespeler James Cagney. Hij sloeg daarop een filmaanbod af om zijn status van opkomende ster  te vrijwaren. Enkele jaren later, in 1928, werd hij in Broadway opgemerkt door Cecil B. DeMille in een door de kritiek erg geprezen toneelstuk over de twee in de Verenigde Staten ingeweken Italiaanse anarchisten Sacco en Vanzetti. DeMille bood Bickford een contract aan met Metro-Goldwyn-Mayer om hem de hoofdrol van vrijgesproken ter dood veroordeelde mijnwerker te geven in zijn drama Dynamite (1929).

### Hollywood

#### Ster, sterk karakter en ongeval
Het jaar daarop werd Bickford een ster dankzij zijn rol van matroos/minnaar van Greta Garbo in het drama Anna Christie. Zijn onafhankelijke geest, zijn sterke eigen wil en zijn opvliegendheid speelden hem echter parten. Zo kwam hij meermaals (hardhandig) in aanvaring met filmproducent Louis B. Mayer, met DeMille en met andere filmstudiobonzen. Dit alles zorgde ervoor dat hij nooit uitgroeide tot een blijvende hoofdrolspeler en dat zijn contract met MGM van korte duur was. Omdat hij ook door andere studio's op de zwarte lijst werd gezet zag Bickford zich verplicht gedurende enkele jaren het statuut van onafhankelijk acteur aan te nemen, toendertijd een zeldzaamheid.
In 1935 kwam Bickford bijna om het leven tijdens de opnames van de dramatische avonturenfilm East of Java toen hij werd aangevallen en bijna verscheurd door een leeuw. Ten gevolge van zijn verwondingen en littekens en zijn vorderende leeftijd raakte hij zijn contract bij 20th Century Fox kwijt en moest hij definitief verzaken aan zijn status van hoofdrolspeler. 

#### Karakteracteur
Niet lang daarna transformeerde Bickford zichzelf met veel succes in een rijpe karakteracteur. Algauw stelde hij vast dat karakterrollen hem grotere afwisseling boden en zijn talent beter tot uiting deden komen. Als karakteracteur voelde hij zich bijzonder thuis in vermeldenswaardige rollen als
- de aanvankelijk sceptische deken die ten slotte Bernadette Soubirous ondersteunt in de dramatische biopic The Song of Bernadette (1943)
- de rechercheur en de politie-luitenant in de films noirs Fallen Angel (1945) en Whirlpool (1949) van Otto Preminger
- de trouwe medewerker van een plaatselijke politica in de komedie The Farmer's Daughter (1947)
- de ruwe rancher en vader die de verkrachter van zijn dochter Belinda van een klif gooit in het drama Johnny Belinda (1948)
- het filmstudio-hoofd in de musicalfilm A Star Is Born (1954)
- de majoor en meedogenloze rijke rancher in de western The Big Country (1958)
- de veehouder en familiehoofd in de western The Unforgiven (1960)
- de wanhopige vader van een alcoholicus in het drama Days of Wine and Roses (1962).

#### Samenwerkingen
Een hele serie gedegen en ervaren vaklui uit Hollywoods 'Golden Age' regisseerden Bickford. Deze periode ving aan aan het einde van de jaren twintig en duurde tot het begin van de jaren zestig, periode die quasi volledig samenviel met Bickfords carrière. Behalve met Cecil B. DeMille die hem nog in vier films castte, werkte Bickford samen met Sam Wood, Allan Dwan, Henry King, Michael Curtiz, Raoul Walsh, William Keighley, W.S. Van Dyke, Victor Fleming, Lloyd Bacon, Clarence Brown, Richard Thorpe, King Vidor, Rouben Mamoulian, Frank Capra, Henry Hathaway, Rudolph Maté, George Cukor, Jean Negulesco, William Wyler, Lewis Milestone, Otto Preminger, John Huston en Jules Dassin.

### Voorkomen en typische rollen
Zijn potig en ruw voorkomen, zijn grillige en intense gelaatstrekken en zijn norse en krachtige stem leenden zich perfect voor het vertolken van autoriteit uitstralende personen: 
- politiemensen zoals sergeant van de Royal Canadian Mounted Police, sheriff, Pat Garrett, inspecteur, politie-luitenant, undercoveragent, rechercheur, eenvoudige politieman en detective. Hij opereerde evenwel even vaak en overtuigend aan de andere kant van de wet: slechteriken en schurken (gevangene, bullebak, booswicht, professioneel gokker, veebaron-oplichter en drank- of wapensmokkelaar (4) en ronduit zware jongens (ontsnapte moordenaar, gangsterbaas (2), invloedrijk crimineel en bankovervaller)
- militairen (generaal-majoor, majoor, kapitein (2), taaie marinier en matroos)
- clerici (kardinaal József Mindszenty, priester (2), broeder en deken)
- vrije beroepen met maatschappelijk aanzien als dokter (2), advocaat (2), rechter en trainer van Jim Thorpe
- zakenlui als rijke ondernemer of olieboorder, begrafenisondernemer, hoofd van een tunnelaanlegfirma, transportbedrijf of filmstudio en theater- of circuseigenaar (2)
- familiepatriarchen (2), ranchers (4), veehouders (2) of voorman op een ranch (in westerns).

Daarnaast gaf hij ook nog gestalte aan meerdere vaderfiguren, aan een oorlogscorrespondent en een journalist en aan arbeiders (mijnwerker, staalarbeider) en was hij een trouwe vriend (3).

### Televisie
Aan het einde van zijn carrière verscheen Bickford zowel in enkele televisiefilms als in enkele televisieseries. In de langlopende westernserie The Virginian vertolkte hij de strenge maar liefhebbende grootvader gedurende enkele seizoenen.

### Privéleven
Bickford huwde in 1916 met Beatrice Ursula Allen. Samen hadden ze een zoon, Rex, en een dochter, Doris.
Bickford overleed in 1967 op 76-jarige leeftijd aan een longontsteking en aan een bloedinfectie.

## Filmografie (ruime selectie)
- 1929 - South Sea Rose (Allan Dwan)
- 1929 - Dynamite (Cecil B. DeMille)
- 1929 - Hell's Heroes (William Wyler)
- 1930 - Anna Christie (Clarence Brown)
- 1930 - The Sea Bat (Lionel Barrymore en Wesley Ruggles)
- 1930 - River's End (Michael Curtiz)
- 1930 - Passion Flower (William C. DeMille)
- 1931 - East of Borneo (George Melford)
- 1931 - The Squaw Man (Cecil B. DeMille)
- 1931 - The Pagan Lady (John Francis Dillon)
- 1931 - Men in Her Life (William Beaudine)
- 1932 - Panama Flo (Ralph Murphy)
- 1932 - Scandal for Sale (Russell Mack)
- 1932 - Thunder Below (Richard Wallace)
- 1932 - Vanity Street (Nick Grinde)
- 1933 - No Other Woman (J. Walter Ruben)
- 1933 - Song of the Eagle (Ralph Murphy)
- 1933 - This Day and Age (Cecil B. DeMille)
- 1933 - White Woman (Stuart Walker)
- 1933 - Red Wagon (Paul L. Stein)
- 1934 - Little Miss Marker (Alexander Hall)
- 1934 - A Wicked Woman (Charles Brabin)
- 1935 - A Notorious Gentleman (Edward Laemmle)
- 1935 - Under Pressure (Raoul Walsh)
- 1935 - The Farmer Takes a Wife (Victor Fleming)
- 1935 - East of Java (George Melford)
- 1936 - Pride of the Marines (D. Ross Lederman)
- 1936 - The Plainsman (Cecil B. DeMille)
- 1937 - High, Wide, and Handsome (Rouben Mamoulian)
- 1937 - Thunder Trail (Charles Barton)
- 1937 - Night Club Scandal (Ralph Murphy)
- 1937 - Daughter of Shanghai (Robert Florey)
- 1938 - Gangs of New York (James Cruze)
- 1938 - Valley of the Giants (William Keighley)
- 1939 - Stand Up and Fight (W.S. Van Dyke)
- 1939 - Street of Missing Men (Sidney Salkow)
- 1939 - Our Leading Citizen (Alfred Santell)
- 1939 - Mutiny in the Big House (William Nigh)
- 1939 - One Hour to Live (Harold D. Schuster)
- 1939 - Of Mice and Men (Lewis Milestone)
- 1940 - Girl from God's Country (Sidney Salkow)
- 1940 - South to Karanga (Harold D. Schuster)
- 1940 - Queen of the Yukon (Phil Rosen)
- 1941 - Riders of Death Valley (Ford Beebe en Ray Taylor) (serial film)
- 1941 - Burma Convoy (Noel M. Smith)
- 1942 - Reap the Wild Wind (Cecil B. DeMille)
- 1942 - Tarzan's New York Adventure (Richard Thorpe)
- 1943 - Mr. Lucky (H. C. Potter)
- 1943 - The Song of Bernadette (Henry King)
- 1944 - Wing and a Prayer (Henry Hathaway)
- 1945 - Captain Eddie (Lloyd Bacon)
- 1945 - Fallen Angel (Otto Preminger)
- 1946 - Duel in the Sun (King Vidor)
- 1947 - The Farmer's Daughter (H. C. Potter)
- 1947 - The Woman on the Beach  (Jean Renoir)
- 1947 - Brute Force (Jules Dassin)
- 1948 - The Babe Ruth Story (Roy Del Ruth)
- 1948 - Four Faces West (Alfred E. Green)
- 1948 - Johnny Belinda (Jean Negulesco)
- 1948 - Command Decision (Sam Wood)
- 1949 - Roseanna McCoy (Irving Reis)
- 1949 - Whirlpool (Otto Preminger)
- 1950 - Guilty of Treason (Felix E. Feist)
- 1950 - Riding High (Frank Capra)
- 1950 - Branded (Rudolph Maté)
- 1951 - Jim Thorpe – All-American (Michael Curtiz)
- 1951 - The Raging Tide (George Sherman)
- 1951 - Elopement (Henry Koster)
- 1953 - The Last Posse (Alfred L. Werker)
- 1954 - A Star Is Born (George Cukor)
- 1955 - Prince of Players (Philip Dunne)
- 1955 - Not as a Stranger (Stanley Kramer)
- 1955 - The Court-Martial of Billy Mitchell (Otto Preminger)
- 1956 - You Can't Run Away from It (Dick Powell)
- 1957 - Mister Cory (Blake Edwards)
- 1958 - The Big Country (William Wyler)
- 1960 - The Unforgiven (John Huston)
- 1962 - Days of Wine and Roses (Blake Edwards)
- 1964 - Della (Robert Gist)
- 1966 - A Big Hand for the Little Lady (Fielder Cook)

## Nominaties voor deOscar voor beste mannelijke bijrol
- 1943 - The Song of Bernadette
- 1947 - The Farmer's Daughter
- 1948 - Johnny Belinda

## Publicatie
Charles Bickford: Bulls Balls Bicycles & Actors, 1965, uitgeverij Paul S. Eriksson
- Bibsys: 6013944
- Biblioteca Nacional de España: XX1064888
- Bibliothèque nationale de France: cb146598276 (data)
- CiNii: DA15235722
- Gemeinsame Normdatei: 1074843878
- International Standard Name Identifier: 0000 0001 1492 4448
- Library of Congress Control Number: n86138679
- Nationale Bibliotheek van Tsjechië: xx0152437
- Nationale Bibliotheek van Israël: 987012548373205171
- SNAC: w6qv6gm3
- Système universitaire de documentation: 061282928
- Virtual International Authority File: 61810145
- WorldCat: E39PBJvMBgTrFRPBxHDxR6Vt8C